# Overseas
Overseas — дебютний студійний альбом американського джазового піаніста Томмі Фленагана, випущений у 1958 році лейблом Prestige.

## Опис
Ця студійна сесія є найпершою для піаніста Томмі Фленагана в якості соліста і була записана, коли він перебував у Стокгольмі, Швеція. Басист Вілбур Літтл і молодий Елвін Джонс на барабанах створюють чудовий акомпанемент, однак основний акцент зроблений на грі Фленагана. Альбом відкриває «Relaxin' at Camarillo» Чарлі Паркера, за якою слідує «Chelsea Bridge», що звучить швиде ніж зазвичай. Матеріал альбому складається переважно з композицій Фленагана, однак лише одна, «Eclypso», залишилась в його репертуарі надовго; вона являє собою суміш каліпсо і бопу. «Beat's Up» написана очевидно під сильним впливом Бада Пауелла, а довгий блюз «Little Rock» починається з соло на контрабасі. Цей альбом перевидавався під іншими назвами на різних лейблах, включаючи DIW, Dragon, Met і Prestige, а Fantasy перевидали у 1999 році із трьома додатковими дублями.

## Список композицій
1. «Relaxin' at Camarillo» (Чарлі Паркер) — 3:20
2. «Chelsea Bridge» (Біллі Стрейгорн) — 3:45
3. «Eclypso» (Томмі Фленаган) — 6:00
4. «Beat's Up» (Томмі Фленаган) — 4:20
5. «Skal Brothers» (Томмі Фленаган) — 2:30
6. «Little Rock» (Томмі Фленаган) — 7:00
7. «Verdandi» (Томмі Фленаган) — 2:10
8. «Delarna» (Томмі Фленаган) — 4:35
9. «Willow Weep for Me» (Енн Ронелл) — 6:20

## Учасники запису
- Томмі Фленаган — фортепіано
- Вілбур Літтл — контрабас
- Елвін Джонс — ударні

Технічний персонал
- Боб Вейнсток — продюсер
- Йоста Вігольм — інженер
- Есмонд Едвардс — текст